# فردی، مورچه سیاه
فرِدی، مورچهٔ سیاه (به زبان انگلیسی Ferdy the Ant)(به صورت مختصر فردی یا فردا (Ferda/Ferdy)می‌نامند) نام یک سریال انیمیشن است و مخصول مشترک انگلیس و آلمان است و در سال ۱۹۸۴ و بر اساس کتاب مصور چکی Ferda Mravenec نوشتهٔ اوندری سکورااست. این انیمیشن در دههٔ هفتاد شمسی از تلویزیون ایران پخش می‌شد.

## موضوع فیلم
فرِدی یک مورچهٔ سیاه بسیار باهوش و شجاع است که در جنگلی همراه با دوستانش زندگی می‌کند و هر مشکلی که در جنگل پیش بیاید را با زیرکی برطرف می‌کند. او همیشه با پوشیدن شالی قرمز رنگ که خالهای مشکی دارد، جلب توجه می‌کند. کنه یکی از دوستان نزدیک فردی است و اسبش یک ملخ است. یک کفشدوزک هم نقش سگ او را دارد.

## صداپیشگان
فریبا شاهین مقدم (فردی)
رزیتا یاراحمدی (کفش دوزکی که دوست دختر فردی بود)
سعید مقدم منش (کنه ماجراجو)
حسین باغی (راوی و کفش دوزکی که سگ فردی بود)
جواد پزشکیان (ملخی که اسب فردی بود)
اکبر منانی (حلزون)